# Hyundai Elantra
La Hyundai Elantra è un'autovettura prodotta dalla casa automobilistica sudcoreana Hyundai Motor Company dal 1990 in sei distinte generazioni. La denominazione Elantra è stata utilizzata in Europa solo per la commercializzazione della terza serie avvenuta dal 2000 al 2006 e in seguito sostituita dal modello Hyundai i30. Le prime due generazioni dell'Elantra sono state vendute in Europa sotto la denominazione Hyundai Lantra a causa di un richiamo da parte della casa automobilistica inglese Lotus Cars che ha ritenuto troppo forte l'assonanza Elantra con il nome delle proprie autovetture (in particolare col modello Elan).

## Prima generazione (1990-1995)
La prima serie di Elantra (nota in Italia e in Europa come Lantra) venne lanciata nel 1990 in Corea come erede del modello Pony conosciuto in molti paesi asiatici come Excel. La Elantra costituisce la risposta Hyundai alle rivali giapponesi Toyota Corolla e Honda Civic già affermate sia sui mercati asiatici sia americani. La carrozzeria berlina 3 volumi è lunga meno di 4400 mm e lo stile, molto sobrio, è un'evoluzione della classiche linee già presenti sul vecchio modello Pony. I punti di forza della Elantra erano il prezzo relativamente basso rispetto alle concorrenti e il bagagliaio molto grande e spazioso. L'impianto frenante era composto da dischi all'avantreno e tamburi al retrotreno mentre le sospensioni erano configurate come MacPherson sia all’anteriore che al posteriore.

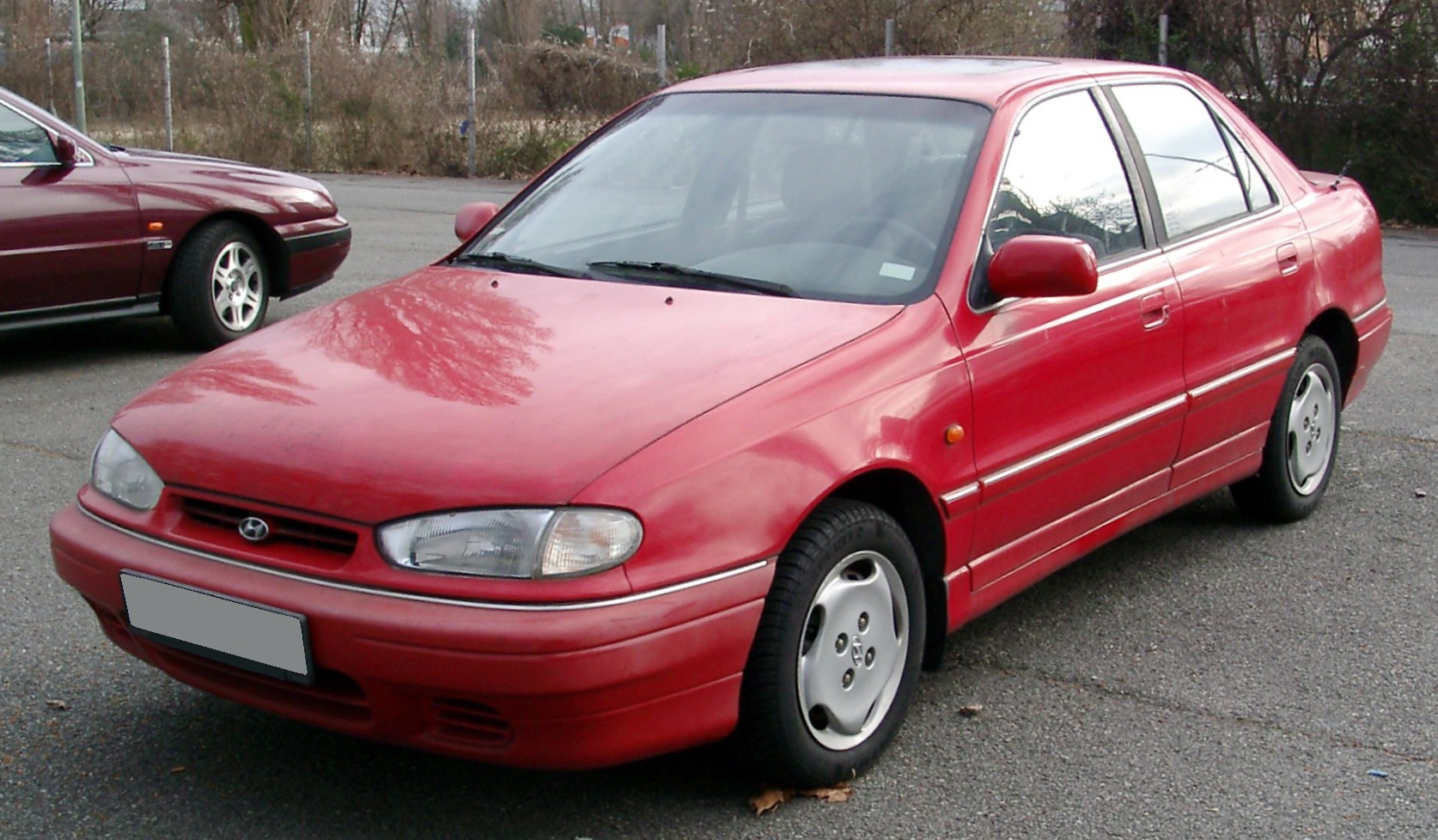
Una Lantra europea ristilizzata nel 1993

La Elantra venne ristilizzata nel 1993 soprattutto nel frontale: venne introdotta una nuova fanaleria di forma arrotondata e un nuovo paraurti anteriore caratterizzato da nuovi profili aerodinamici. La coda dispone di un nuovo portellone mentre i fari posteriori sono stati ridisegnati. Il logo Lantra che distingueva i modelli europei era posizionato al centro della coda, al di sopra del porta targa.
Nota come Progetto J1 la Elantra venne prodotta fino al 1995 a Ulsan in Corea del Sud presso gli stabilimenti Hyundai.

### Motorizzazioni
Le motorizzazioni adottate erano i classici Sirius di origine Mitsubishi utilizzati da tutta la gamma di autovetture prodotte dalla Hyundai durante gli anni novanta. Particolarmente vivace la Elantra con il 1.6 a doppio albero a camme in testa capace di 114 cavalli e di uno scatto da 0 a 100 km/h registrato in 10,56 secondi garantendo però un consumo medio pari a 13,5 km/L. Il secondo propulsore era un 1.8 sempre Mitsubishi capace di 126 cavalli che si affiancava a un compatto 1.5 a 8 valvole capace di 86 cavalli e di costi di esercizio piuttosto bassi. Il cambio per tutte le versioni era un manuale a 5 rapporti mentre tra gli optional era disponibile il cambio automatico a 4 marce con convertitore di coppia. La trazione ovviamente era anteriore.
| Modello  | Motore                       | Cilindrata cm³ | Potenza        | Coppia max              | Emissioni CO2 (g/km) | 0–100 km/h (secondi) | Velocità max (km/h) | Consumo medio (km/L) |
| 1.5i 8V  | 4 cilindri in linea, Benzina | 1.468          | 63 kW (86 CV)  | 127 N·m @4.000 giri/min | 167                  | 12,9                 | 165                 | 14,7                 |
| 1.6i 16V | 4 cilindri in linea, Benzina | 1.596          | 84 kW (114 CV) | 142 N·m @4.500 giri/min | 176                  | 11,1                 | 180                 | 13,5                 |
| 1.8i 16V | 4 cilindri in linea, Benzina | 1.836          | 93 kW (126 CV) | 166 N·m @4.400 giri/min | 178                  | 10,0                 | 189                 | 13,3                 |

## Seconda serie (1995-2000)
La seconda serie venne presentata nel 1995. Costruita su di una nuova piattaforma, la nuova Elantra continuerà a essere venduta come Lantra negli stati europei mentre in Corea adotterà il nome Hyundai Avante poiché il precedente modello non aveva riscosso il successo sperato e i vertici Hyundai decisero un radicale cambio di denominazione a partire già dalla seconda serie. In America invece in seguito ai buoni risultati commerciali riscontrati si riaffermò sul mercato mantenendo il nome Elantra.
Completamente rinnovata e frutto di un investimento pari a mille miliardi di Lire, la carrozzeria segue il nuovo corso stilistico inaugurato dalla prima serie di Accent, linee curve e abbastanza piacevoli che hanno contribuito a un buon successo commerciale in Europa. Accanto alla variante berlina 3 volumi era disponibile la versione station wagon (quest'ultima la più richiesta in Italia) caratterizzata da un grande bagagliaio capace di contenere fino a 1260 l con i sedili posteriori ribaltati (rispetto ai 390 litri della berlina). La qualità degli interni e delle rifiniture era stata migliorata soprattutto per quanto riguarda l'assemblaggio delle plastiche. Impianto frenante e sospensioni ricalcavano lo schema della precedente generazione. Dal pianale della Lantra J2 la casa costruttrice Kia ha costruito la sua berlina compatta Shuma mentre la stessa Hyundai ha prodotto la sportiva compatta Coupé (conosciuta anche come Tiburon).

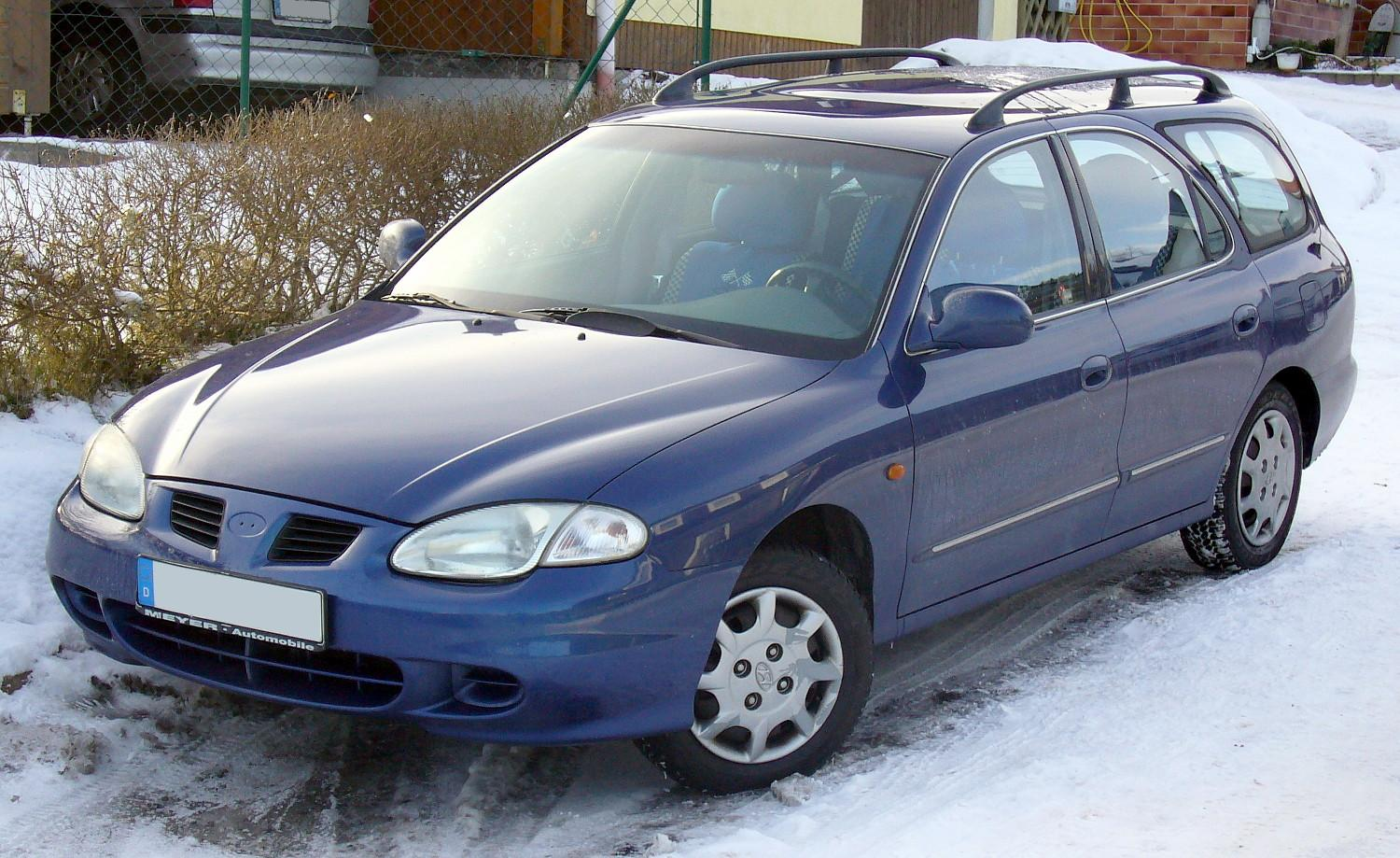
La Lantra Station Wagon ristilizzata del 1998 in cui espone il nuovo frontale

Nel 1998 la Lantra venne ristilizzata soprattutto nel frontale: nuova fanaleria a goccia e nuova mascherina sdoppiata, invariata la coda mentre gli interni presentano un nuovo disegno del quadro strumenti. Rivisto l'impianto di climatizzazione a controllo manuale, ora capace di assorbire meno potenza dal motore, mentre l'impianto frenante presenta dei dischi anteriori di dimensioni maggiori. All'esordio anche nuove colorazioni per la carrozzeria e nuove tonalità per gli interni.

### Motorizzazioni
Il buon successo commerciale è dovuto soprattutto all'introduzione di una motorizzazione Diesel in Europa a 4 cilindri di 1.905 cm³ e capace di 68 cavalli garantendo consumi pari a 15,6 km/L nel ciclo combinato e prestazioni modeste (lo scatto 0-100 km/h viene registrato in 16,5 secondi). Accanto al 1.9 D sono disponibili i nuovi motori benzina progettati dal gruppo Hyundai: i 1.5 e 1.6 α Alpha rispettivamente con 88 e 114 cavalli che assicurano prestazioni superiori rispetto al diesel, e il più sportivo motore 2.0 con 16V che dispone di 139 cavalli garantendo una velocità massima pari a 202 km/h e uno scatto 0–100 km/h registrato in 8,8 secondi. In occasione del restyling 1998 il motore 2.0 16V β Beta non era più disponibile per la versione berlina. In Asia è stata venduta anche con un motore 1.8 16V da 126 cavalli facente parte della famiglia motoristica β Beta ma non importato in Europa.
| Modello         | Disponibilità | Motore                       | Cilindrata cm³ | Potenza         | Coppia max              | Emissioni CO2 (g/km) | 0–100 km/h (secondi) | Velocità max (km/h) | Consumo medio (km/L) |
| 1.5 8V α Alpha  | dall'esordio  | 4 cilindri in linea, Benzina | 1.495          | 65 kW (88 CV)   | 129 N·m @4.300 giri/min | 174                  | 11,2                 | 178                 | 13,7                 |
| 1.6 16V α Alpha | dall'esordio  | 4 cilindri in linea, Benzina | 1.599          | 84 kW (114 CV)  | 143 N·m @3.000 giri/min | 200                  | 10,5                 | 193                 | 11,9                 |
| 1.8 16V β Beta  | non importato | 4 cilindri in linea, Benzina | 1.795          | 94 kW (128 CV)  | 162 N·m @5.000 giri/min | 202                  | 9,4                  | 196                 | 11,8                 |
| 2.0 16V β Beta  | dall'esordio  | 4 cilindri in linea, Benzina | 1.975          | 102 kW (139 CV) | 182 N·m @4.900 giri/min | 195                  | 8,8                  | 202                 | 12,2                 |
| 1.9 D 8V        | dall'esordio  | 4 cilindri in linea, Diesel  | 1.905          | 50 kW (68 CV)   | 120 N·m @2.000 giri/min | 152                  | 16,5                 | 158                 | 15,6                 |

## Terza serie (2000-2006)
La terza serie di Hyundai Elantra (nota come Progetto XD) esordisce nel 2000 al Salone dell'automobile di Ginevra e va a rimpiazzare la seconda serie nota come Lantra. Il modello è stato progettato su di un telaio di base completamente inedito che sfrutta una geometria di sospensioni a ruote indipendenti configurate all'avantreno secondo lo schema MacPherson e al retrotreno come bracci oscillanti (Bi-Link). Il nuovo pianale altamente flessibile è in grado di sopportare anche la trazione integrale mediante l'utilizzo di un differenziale centrale (soluzione applicata sul Hyundai Tucson) ma a causa delle scarse richieste di autovetture berline con sistema 4x4 la Hyundai non ha mai prodotto una Elantra a trazione integrale. L'impianto frenante è ora composto da 4 dischi.
La linea segue il corso stilistico inaugurato dal Santa Fe: forme arrotondate ma caratterizzate dalla presenza di linee rette e parallele, frontale che presenta una calandra di dimensioni importanti e coda con fanali verticali. Il complesso risultava abbastanza tradizionale (con un coefficiente di aerodinamicità pari a 0,33) ma meno originale rispetto all'ultima serie di Elantra. La Elantra XD è disponibile in due differenti tipologie di carrozzeria: accanto alla classica berlina a 3 volumi è disponibile la versione 2 volumi hatchback con portellone posteriore (venduta negli Stati Uniti e Australia come Elantra GT) mentre una versione station wagon non è stata prodotta.

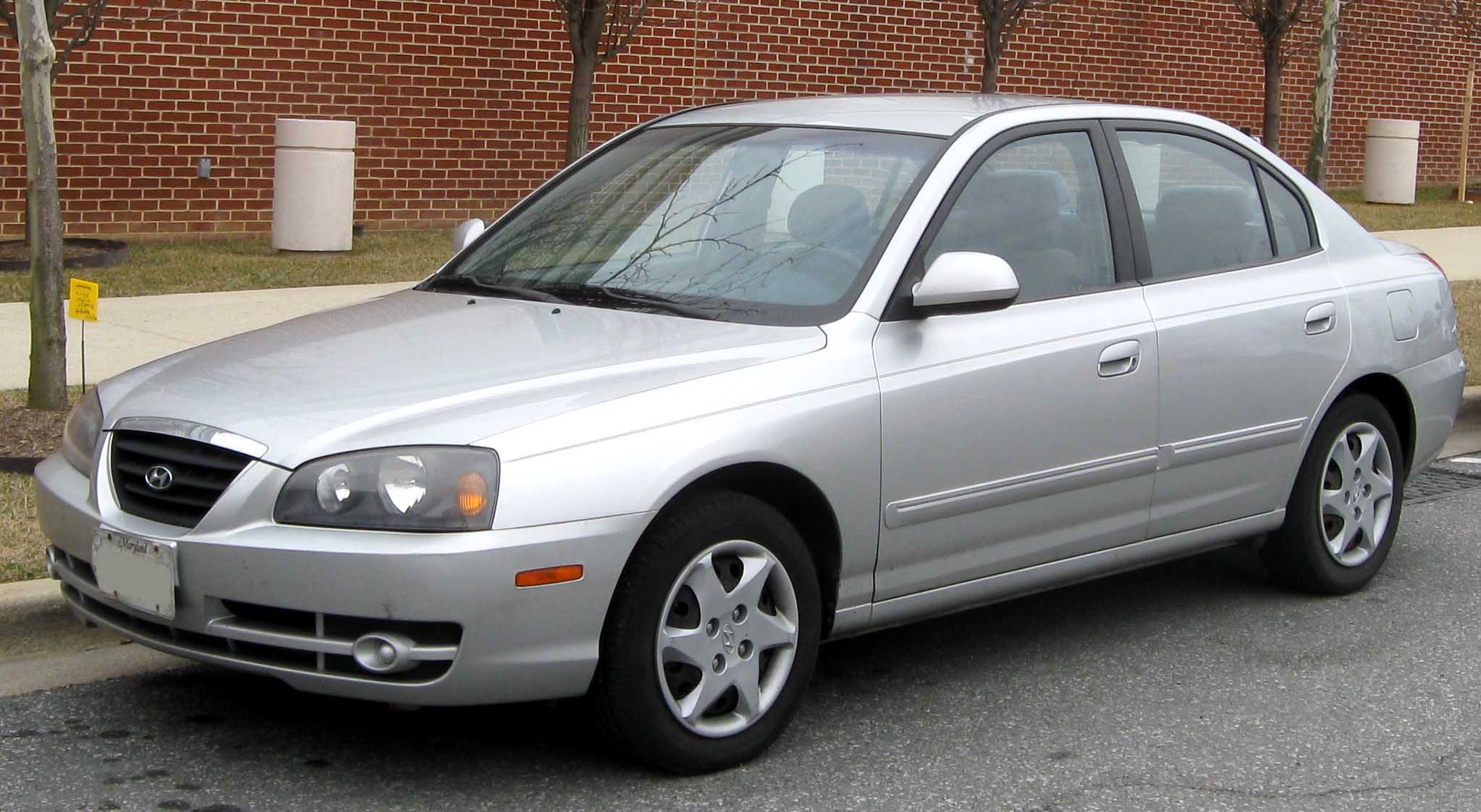
Una Elantra restyling del 2003

La plancia segue un disegno molto semplice e viene realizzata con materiali di qualità solo modesta. Disponibili gli inserti in plastica che imitano l'alluminio e il legno. Gli esemplari destinati all'Europa disponevano di un impianto audio montato aftermarket, mentre per l'Asia e gli Stati Uniti era disponibile un impianto a CD. A pagamento era proposto il sistema della Kenwood in grado di supportare oltre i CD anche i brani in formato MP3.
Sottoposta ai crash test Euro NCAP nel 2001 la Elantra XD ha totalizzato il punteggio complessivo di tre stelle nella protezioni degli adulti (urto frontale) su un massimo di 5.
Nel 2003 venne presentata una versione aggiornata esteticamente caratterizzata dal frontale ridisegnato che esponeva una nuova fanaleria e nuove nervature che rendevano l'aspetto della vettura leggermente più moderno senza però discostarsi dalle linee tradizionali che hanno distinto questa serie XD.
Prodotta fino al 2006 a Ulsan venne venduta in Corea come Avante XD, mentre in Cina la Elantra continua a essere regolarmente venduta e prodotta in loco in uno stabilimento di Pechino.

### Motorizzazioni
I propulsori a benzina disponibili derivano dalle precedenti unità della Elantra J2 ma potenziati e rivisti sotto il profilo delle emissioni nocive. Omologati secondo gli standard Euro 3 il piccolo 1.5 è stato completamente rivisto: distribuzione ora a 4 valvole per cilindro e potenza massima portata a 103 cavalli con una coppia motrice pari a 136 N m disponibili a 3 000 giri/min. Il 1.6 16V eroga 107 cavalli ma grazie alla corsa del cambio allungato e al sistema di scarico completamente nuovo emette 176 grammi al km di anidride carbonica contro i precedenti 200 (nel ciclo medio). Accanto ai piccoli motori α Alpha vi erano i classici β Beta 1.8 e 2.0 potenziati rispettivamente a 132 e 141 cavalli (grazie all'introduzione della fasatura variabile delle valvole CVVT) mentre tra i Diesel vennero introdotti i nuovi common rail sviluppati dalla Hyundai insieme alla VM Motori e prodotti su licenza in Corea: il 2.0 CRDI era capace di 112 cavalli garantendo consumi pari a 15,6 km/L ed emissioni contenute in 145 grammi di CO2 emesse al km (152 la Elantra 5 porte). Solo dal 2003 al 2.0 si affiancò un più compatto 1.5 CRDI con turbina a geometria variabile (VGT), e con i 103 cavalli di potenza massima dichiarava emissioni contenute in soli 126 grammi di CO2 (140 la 5 porte) e un consumo di 18,9 km/L. Il cambio per tutte le versioni era il manuale a 5 rapporti mentre tra gli optional per i motori a benzina era disponibile l'automatico sequenziale a 4 rapporti.
| Modello         | Disponibilità            | Motore                       | Cilindrata cm³ | Potenza          | Coppia max              | Emissioni CO2 (g/km)      | 0–100 km/h (secondi) | Velocità max (km/h) | Consumo medio (km/L) |
| 1.5 16V α Alpha | non importato            | 4 cilindri in linea, Benzina | 1.495          | 76 kW (103 CV)   | 136 N·m @3.000 giri/min | 155                       | 11,0                 | 189                 | 15,4                 |
| 1.6 16V α Alpha | dall'esordio             | 4 cilindri in linea, Benzina | 1.599          | 84 kW (107 CV)   | 143 N·m @3.000 giri/min | 176                       | 11,0                 | 182                 | 13,5                 |
| 1.8 16V β Beta  | non importato            | 4 cilindri in linea, Benzina | 1.796          | 97 kW (132 CV)   | 166 N·m @5.000 giri/min | -                         | 9,7                  | 199                 | 13,0                 |
| 2.0 16V β Beta  | non importato            | 4 cilindri in linea, Benzina | 1.975          | 104 kW (141 CV)  | 182 N·m @4.250 giri/min | 192                       | 9,2                  | 206                 | 12,2                 |
| 1.5 CRDI 16V    | non importato (dal 2003) | 4 cilindri in linea, Diesel  | 1.493          | 76 kW (103 CV)   | 240 N·m @2.000 giri/min | 126 (140 modello 5 porte) | 12,1                 | 181                 | 18,9                 |
| 2.0 CRDI 16V    | dall'esordio             | 4 cilindri in linea, Diesel  | 1.991          | 82,5 kW (112 CV) | 235 N·m @1.800 giri/min | 145 (152 modello 5 porte) | 11,7                 | 187                 | 15,6                 |

## Quarta serie (2006-2010)
La quarta serie esordisce al Salone di New York nel 2006 per entrare in produzione verso la fine dello stesso anno. Realizzata sul pianale della Hyundai i30 e della Kia Cee'd in Europa non sarà più importata in seguito allo scarso successo commerciale ottenuto in passato dalla serie XD. La nuova Elantra (Progetto HD) fa affidamento su una raffinata meccanica (in cui al posteriore troviamo sospensioni a ruote indipendenti Multilink a 3 bracci di cui uno in alluminio) che abbinata al controllo elettronico di stabilità e della trazione (forniti di serie) garantiscono una migliore precisione di guida e una notevole stabilità in curva. L'avantreno adotta il classico schema McPherson. L'impianto frenante è composto da 4 dischi con gli anteriori autoventilati, la trazione è anteriore.

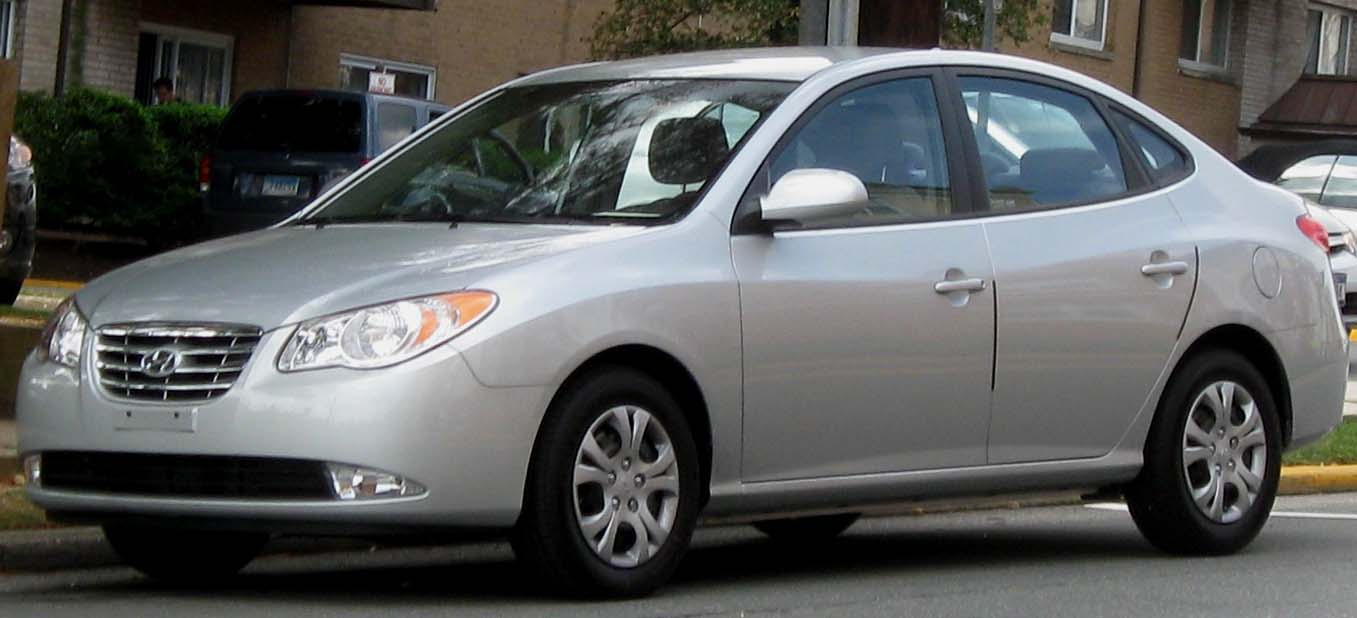
Una Elantra GLS fotografata nel 2010 al College Park, Maryland

Grande attenzione per la progettazione degli interni dove la Elantra espone la medesima plancia della vettura europea i30 con i dovuti ritocchi estetici: console centrale che ospita il sistema audio, comandi del climatizzatore (manuale o automatico bizona) e connessioni Aux e USB per lettori MP3. Plastiche assemblate con cura e materiali di buona qualità; l'arredamento interno dispone anche di una doppia colorazione con inserti che imitano l'alluminio mentre la selleria è disponibile sia in tessuto sia in pelle.
La linea della carrozzeria dispone di uno stile morbido ispirato alla terza serie di Hyundai Accent, forme arrotondate con una nervatura a forma di S (in stile onda) che segna la fiancata. La Elantra HD viene prodotta in Corea del Sud a Ulsan, a Pechino in Cina e a San Pietroburgo in Russia in un nuovo stabilimento di proprietà della Hyundai-Kia Automotives. In Corea viene venduta come Hyundai Avante terza generazione mentre in Cina la Elantra HD viene venduta insieme alla precedente generazione XD: il frontale di questa serie HD ha subito numerose modifiche per evitare una forte somiglianza con il precedente modello.

### Il modello Elantra Touring
Sul finire del 2008 la Hyundai ha proposto sul mercato nordamericano la Elantra Touring, versione station wagon della Elantra. In realtà il modello Touring non è altro che la Hyundai i30 CW prodotta e venduta sia in Corea sia in Europa. L'autovettura ovviamente presenta delle modifiche sia alla carrozzeria sia nelle rifiniture interne rispetto all'Elantra berlina.

### La versione Elantra LPI Blue-Drive Hybrid

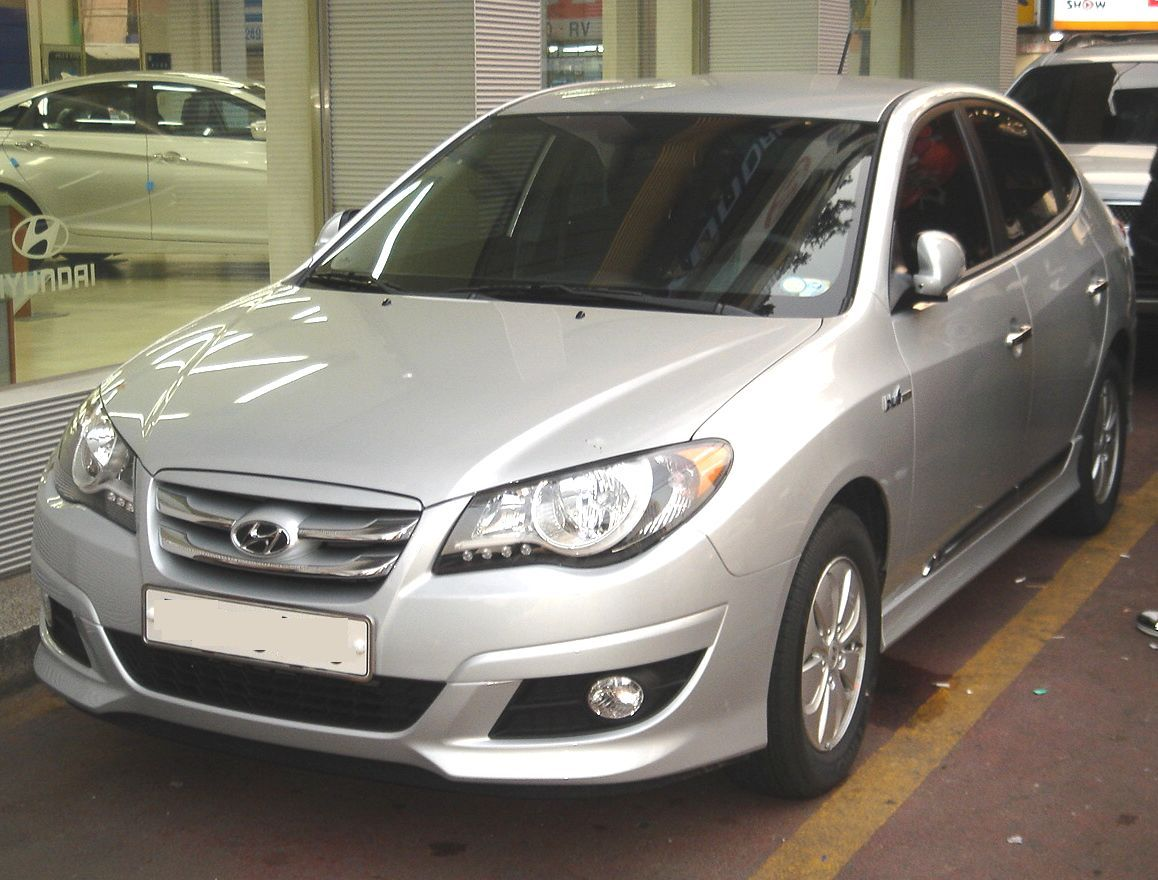
Hyundai Elantra LPI Hybrid

Dall'8 luglio 2009 la Hyundai ha messo in vendita solo per il mercato coreano la versione LPI Blue-Drive Hybrid caratterizzata dall'estetica differente rispetto alla versione normale con la presenza di paraurti anteriori specifici, assetto ribassato e fanaleria a LED il tutto per migliorare l'efficienza della vettura e per garantire un basso coefficiente aerodinamico. Il motore a benzina è in grado di essere alimentato anche a GPL ed è abbinato a un motore elettrico di 15 kW e a delle batterie agli ioni di litio prodotte dalla LG Electronics. La LPI Hybrid sarà prodotta durante il 2010 in circa 7 500 esemplari mentre dal 2011 la casa ha dichiarato di voler raddoppiare sia la produzione sia le vendite.

### Riconoscimenti
Nel 2008 la rivista  statunitense Consumer Reports, dopo numerose indagini e test drive, ha premiato la Hyundai Elantra come una delle più affidabili e qualitativamente ben fatte autovetture vendute negli Stati Uniti.
Secondo gli studi di J.D. Power sulle autovetture vendute negli Stati Uniti, la Elantra è la migliore autovettura di classe media disponibile sul mercato superiore alle concorrenti Honda Civic e Toyota Prius.

### Motorizzazioni
La gamma motori si compone di due benzina e un turbodiesel: il nuovo 1.6 16V CVVT (famiglia γ Gamma) eroga 122 cavalli ed è accoppiato a un cambio manuale a 5 rapporti oppure automatico sequenziale H-Matic a 4 rapporti ed è omologato secondo gli standard della normativa Euro 4. Il nuovo motore 2.0 16V CVVT β Beta II eroga 140 cavalli e anch'esso è abbinato al cambio manuale e automatico H-Matic. Il motore Diesel è stato sviluppato dalla Hyundai-Kia Automotives per le autovetture destinati al mercato europeo ma poiché la Elantra non viene più importata, la presenza di questo piccolo Diesel è rimasta un'esclusiva riservata a pochi mercati asiatici e australiani; si tratta del 1.6 CRDI VGT che già ritroviamo nel cofano della Kia Cee'd e i30 capace di 116 cavalli (con filtro antiparticolato di serie) e di una coppia massima pari a 255 N·m disponibili a 1 900 giri al minuto. È abbinato al solo cambio automatico sequenziale a 4 rapporti. Sul mercato cinese la Elantra HD invece dispone di due motori benzina 1.6 e 1.8 rispettivamente con 112 e 131 cavalli.
| Modello                | Disponibilità | Motore                       | Cilindrata cm³ | Potenza         | Coppia max              | 0–100 km/h (secondi) | Velocità max (km/h) |
| 1.6 16V γ Gamma        | non importato | 4 cilindri in linea, Benzina | 1.591          | 90 kW (122 CV)  | 154 N·m @4.200 giri/min | 10,6                 | 190                 |
| 1.6 16V γ Gamma auto   | non importato | 4 cilindri in linea, Benzina | 1.591          | 90 kW (122 CV)  | 154 N·m @4.200 giri/min | 13,8                 | 182                 |
| 2.0 16V β Beta II      | non importato | 4 cilindri in linea, Benzina | 1.975          | 103 kW (140 CV) | 184 N·m @4.600 giri/min | 8,3                  | 211                 |
| 2.0 16V β Beta II auto | non importato | 4 cilindri in linea, Benzina | 1.975          | 103 kW (140 CV) | 184 N·m @4.600 giri/min | 10,1                 | 204                 |
| 1.6 CRDI VGT 16V auto  | non importato | 4 cilindri in linea, Diesel  | 1.582          | 85 kW (116 CV)  | 255 N·m @1.900 giri/min | 10,1                 | 204                 |

## Quinta generazione (2010-2015)
La quinta generazione della Elantra (Progetto MD) è stata presentata nell'aprile 2010 al Salone di Busan. La linea riprende lo stile fluido della Hyundai Sonica presentata nel 2009. Il nuovo modello è stato lanciato sul mercato in Corea del Sud nell'agosto 2010 e le prime vendite sono avvenute tra fine 2010 e inizio 2011. La versione destinata al mercato statunitense (Progetto UD) è stata presentata nel 2010 al Salone di Los Angeles. Era disponibile in due allestimenti, GLS e Limited. La dotazione comprende sedili riscaldabili, presa USB e navigatore touch-screen. Nel 2011 sono state vendute negli Stati Uniti 186 361 unità, crescendo del 41% rispetto all'anno precedente.

### Elantra Coupé
Nel 2012 è stata presentata al Salone di Busan una versione coupé della Elantra. La vettura presenta uno stile più aggressivo rispetto alla versione berlina ed è stata lanciata sul mercato coreano ed americano con un unico motore benzina 1.8 aspirato erogante 148 cavalli.. L’anno seguente in occasione di un leggero restyling che ha coinvolto sia la versione berlina che la coupé il motore 1.8 è stato sostituito da un nuovo 2.0 “Nu” a benzina a iniezione diretta erogante 173 cavalli abbinato ad una trasmissione a 6 marce.

### Elantra Langdong
Nel 2012 è stata presentata al Salone di Pechino l'Elantra Langdong, una versione allungata riservata al mercato cinese. La Langdong è più lunga di 4 cm e più alta di 1 cm rispetto alla versione venduta sugli altri mercati. Al posto della griglia anteriore esagonale presenta una griglia cromata per mantenere un aspetto più prestigioso. Lo stile è ripreso dal prototipo Wind Craft.
È disponibile con due diversi motori, un 1.6 da 127 CV e 156 N·m e un 1.8 da 146 CV e 175 N·m con trasmissione a 6 rapporti manuale o automatica con modalità Active ECO.

### Fine Produzione
Il 15 luglio 2015 termina la produzione della quinta generazione della Elantra, che verrà, dalla fine dell'anno, sostituita dalla sesta generazione. Nonostante ciò, in molti mercati rimane disponibile fino all'anno successivo.

## Sesta generazione (2015-2020)
La sesta generazione (codice progetto AD) viene presentata nel settembre 2015 in Corea del Sud dove mantiene la denominazione Hyundai Avante mentre debutta in Nord America nel novembre 2015 al Salone di Los Angeles. Le vendite partono nel corso del 2016 sia in Nord America che in tutti gli altri mercati asiatici e sud americani. In Europa la vettura continuerà a non essere importata ad eccezione di alcuni mercati est europei come Turchia, Romania, Polonia, Moldavia, Ucraina e Russia dove viene commercializzata insieme al modello i30. La sesta serie è disponibile solo in versione berlina a 4 porte, la coupé a due porte non sarà più prodotta a causa dello scarso successo riscontrato.
Il design della vettura è opera di Peter Schreyer ed evolve la linea stilistica “Fluidic Sculpture” della precedente serie presentando un profilo della carrozzeria stile fastback molto più aerodinamico con un Cx ridotta a 0,27. Il tetto discende verso il baule in modo molto curvo mentre la coda è stata accorciata. Il frontale presenta la griglia esagonale di dimensioni maggiorate e con fanali a freccia mentre al posteriori e fanali si allungano lungo la carrozzeria. Il parabrezza viene arretrato rispetto alla vecchia serie, per allungare il muso. Anche l'interno è totalmente inedito nello stile e meno curvo con un design più spigoloso: i comandi dell’impianto multimediale e dell’autoradio vengono raggruppati in posizione rialzata in una palpebra accanto alla strumentazione, mentre i comandi del clima vengono raggruppati nella parte bassa della plancia. Il nuovo impianto multimediale touchscreen da 7 pollici e 8 pollici con navigatore e Bluetooth introduce la compatibilità con Android Auto, Sirius XM ed Apple Carplay, oltre alla connettività ad internet per servizi telematici a pagamento. La strumentazione introduce uno schermo TFT da 4,2 pollici.
La scocca è più rigida rispetto alla quinta serie ed è realizzata per il 53% in acciai ad alta resistenza. Tutte le versioni dispongono di serie dei dispositivi do sicurezza come ABS, ESP, controllo trazione, sensore pressoone pneumetici, mentre a pagamento vengono offerti gli ADAS che comprendono sistema di frenata autonoma d'emergenza, riconoscimento pedoni e ciclisti, il Lane Keep Assist, e il Blind Spot Detection con avvisatore di veicolo in fase di sorpasso e mantenimento corsia.

### Restyling 2018

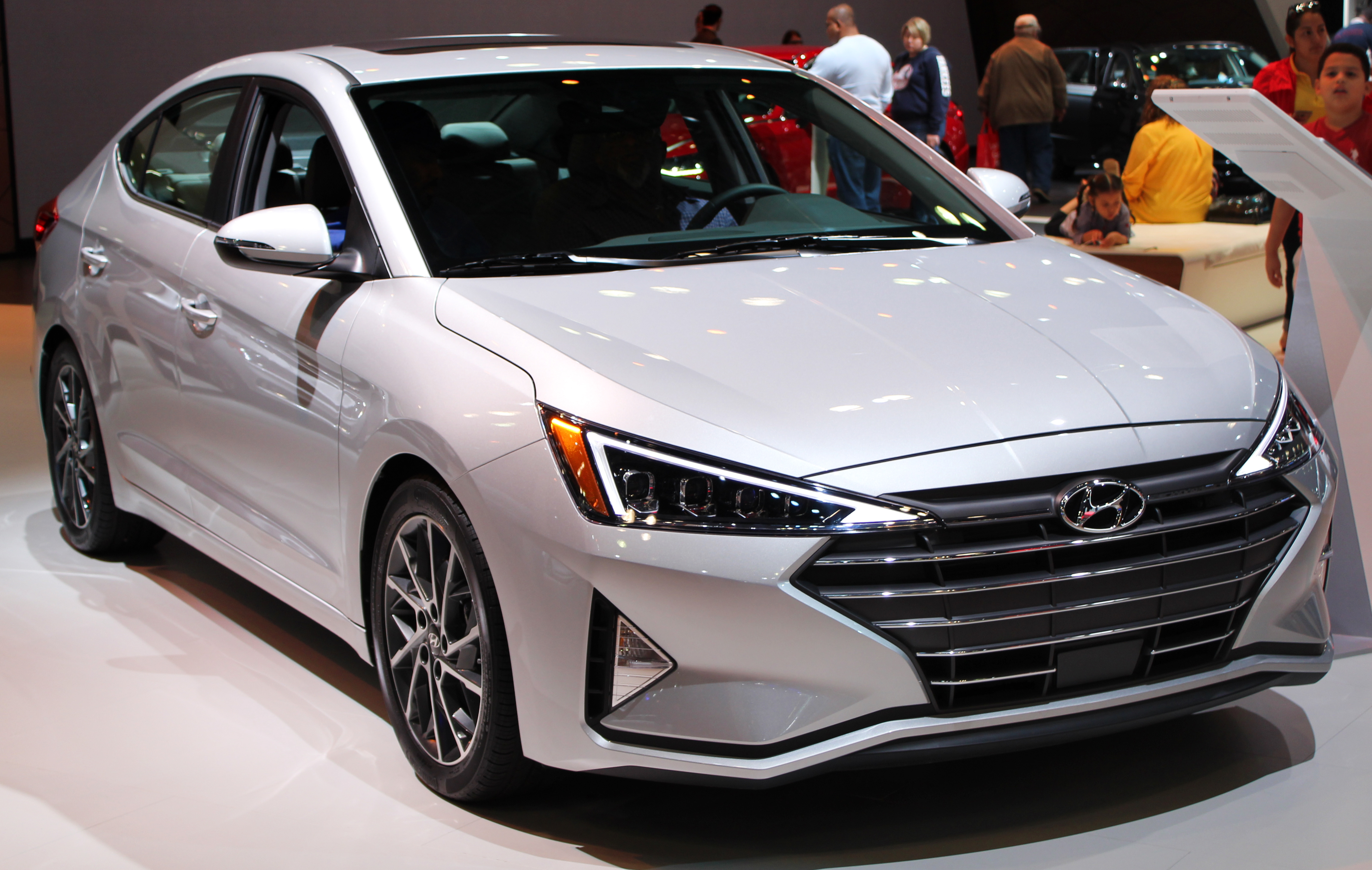
La Elantra dopo il restyling 2018

Nell’agosto 2018 viene presentato il restyling che introduce un nuovo frontale e una coda totalmente rinnovati con un design molto più spigoloso: la griglia frontale viene ancor più ingrandita e i fanali sono ora di forma triangolare, vengono introdotte nuove prese d’arie che inglobano i fendinebbia e cornici cromate mentre la coda presenta un nuovo portellone con il logo a caratteri cubitali Elantra al centro e con la targa spostata sui paraurti, nuovi fanali a LED effetto 3D. Internamente viene ridisegnata la parte alta della plancia che introduce il nuovo infotainment AVN 5.0 con display da 8 pollici ora con ricarica wireless per smartphone, nuove bocchette d’aerazione e nuovi comandi clima, volante inedito e nuovi pannelli delle portiere. La dotazione di sicurezza viene arricchita dal pacchetto di ADAS SmartSense di serie su tutte le versioni ad eccetto del modello base e che introduce anche il rilevatore di stanchezza, sbocco porte automatico in caso di emergenza, rilevatore segnale stradali e mantenimento corsia attivo. La gamma motori resta invariata.
Nel maggio 2019 la gamma nord americana viene rinnovata introducendo una nuova trasmissione automatica a variazione continua IVT che riduce i consumi abbinata al motore 2.0 litri a benzina e che sostituisce la vecchia trasmissione manuale a sei rapporti. I dispositivi di sicurezza del pacchetto Smart Sense diventano di serie su tutte le versioni compreso la base.

## Settima generazione (dal 2020)
Il lancio della settima generazione, originariamente previsto per il 2021, viene anticipato di un anno a causa delle vendite esigue del modello restyling della precedente generazione. La berlina, più lunga, bassa e slanciata del modello precedente, viene presentata virtualmente il 17 marzo 2020 a West Hollywood.
Il design frontale si ispira alla nuova filosofia Hyundai denominata Parametric Dynamics, che verrà in seguito adottata anche sulla Tucson e altri modelli del costruttore corerano. Sul posteriore è invece presente una striscia a led rossa che unisce i due fanali di coda, formando idealmente una H richiamante il logo Hyundai.
Vettura globale, viene venduta anche in alcuni paesi UE come Polonia e Romania (accanto alla i30) con un motore Smartstream MPI benzina 1.6 che eroga 123 cavalli. Questa motorizzazione, esclusiva per l'Europa, rispetta i nuovi standard Euro 6.2.
In Australia e Nuova Zelanda, la vettura viene denominata "i30 sedan".